# Église de Sainte-Luce
 (octobre 2021).
Si vous disposez d'ouvrages ou d'articles de référence ou si vous connaissez des sites web de qualité traitant du thème abordé ici, merci de compléter l'article en donnant les références utiles à sa vérifiabilité et en les liant à la section « Notes et références ».
L'église de Sainte-Luce est une église catholique située à Sainte-Luce située dans la région administrative du Bas-Saint-Laurent. Inaugurée en 1840, elle est classée monument historique en 1957.

## Histoire
L'architecte Thomas Baillairgé est mandaté en 1836 pour concevoir une église en pierre. L'emplacement choisi est l'Anse-aux-Coques où se retrouvent également le presbytère et le cimetière marin. Les travaux débutent en 1838 et se terminent en 1840.
En 1914, une nouvelle façade est érigée devant l'ancienne d'après les plans des architectes David Ouellet et Pierre Lévesque. Plus imposante, la façade accueille une statue de sainte Luce, œuvre de Louis Jobin, réalisée en bois et recouverte de feuilles d'or.
Trente-neuf sépultures se retrouvent sous l'église. Elles datent de 1844 à 1926, avant que la pratique soit abolie.
Classée monument historique en 1957, l'église est le seul monument classé à l'est de Rimouski.

## Description

### Extérieur
Le plan de l'église comporte une nef et un chœur adossé à la sacristie. Il n'y a pas de transept. 
Semblable à de nombreuses églises catholiques de la région, l'église est orientée dans un axe est-ouest, le chœur pointant vers l'est, soit vers le soleil levant, symbole du Christ ressuscité. 
Les murs latéraux sont renforcés par une barre de fer traversant le jubé et terminée à chaque extrémité par un crochet (esse) métallique. 
Sur le mur situé à l'est, une inscription est gravée sur une pierre : C, B-M, CCXXXIV. Deux hypothèses existent pour déchiffrer cette inscription :
- Le C serait pour Christ, B-M pour Bienheureuse Marie et les chiffres romains (234) indiqueraient qu'il s'agirait de la 234e pierre posée sur l'église.
- C voudrait dite Cote (pour cote des eaux qui indique le niveau de dénivellement des eaux), B-M seraient pour Bench Mark (point de repère), le tiret entre les deux devant être rempli de plomb et indiquer le niveau de l'eau, et le chiffre est une identification indiquée dans le registre du ministère. Cette hypothèse est renforcée par le fait que le moulin banal situé près de Sainte-Luce possède une inscription semblable, avec le numéro 233 et le tiret rempli de plomb.

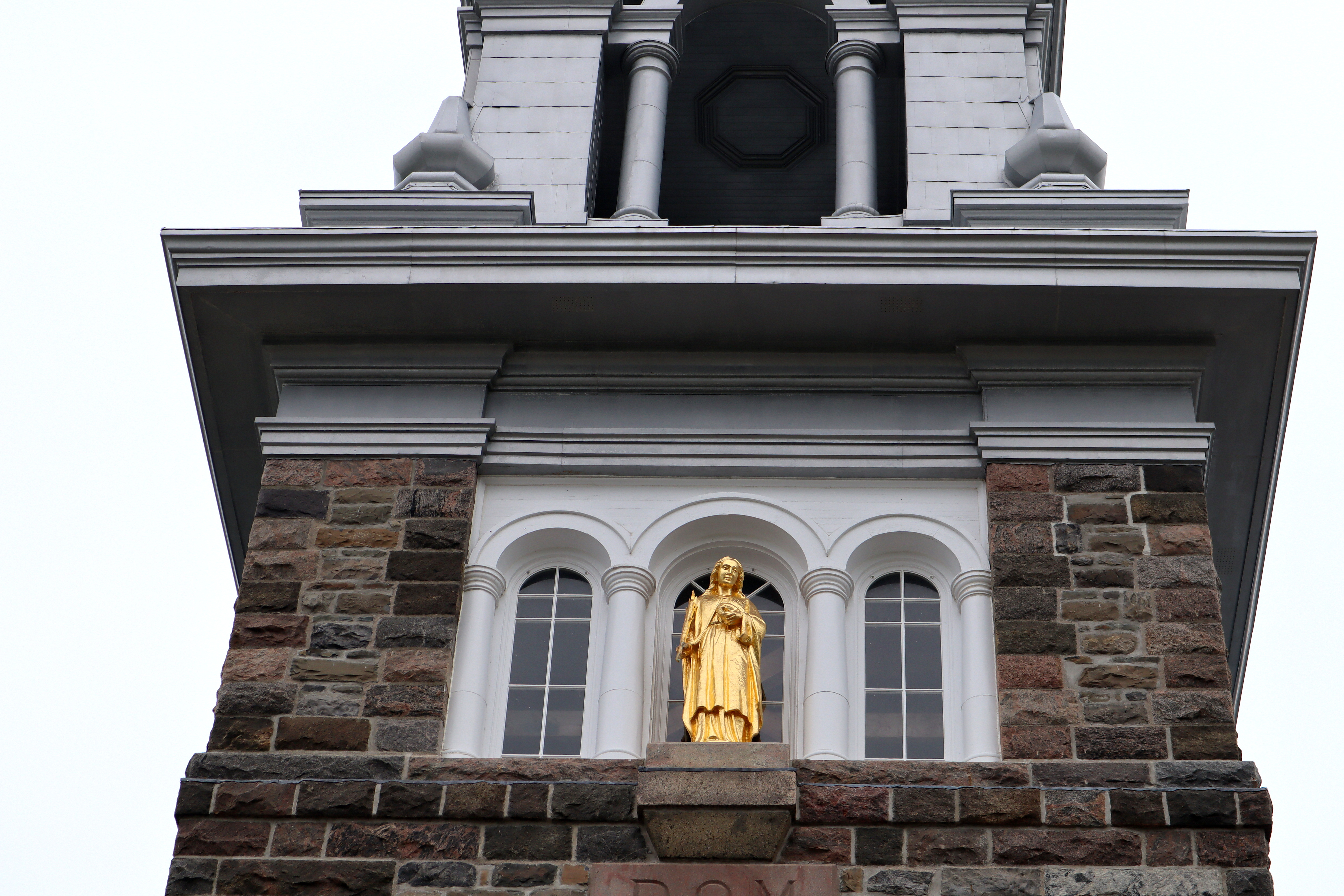
Statue de sainte Luce par Louis Jobin
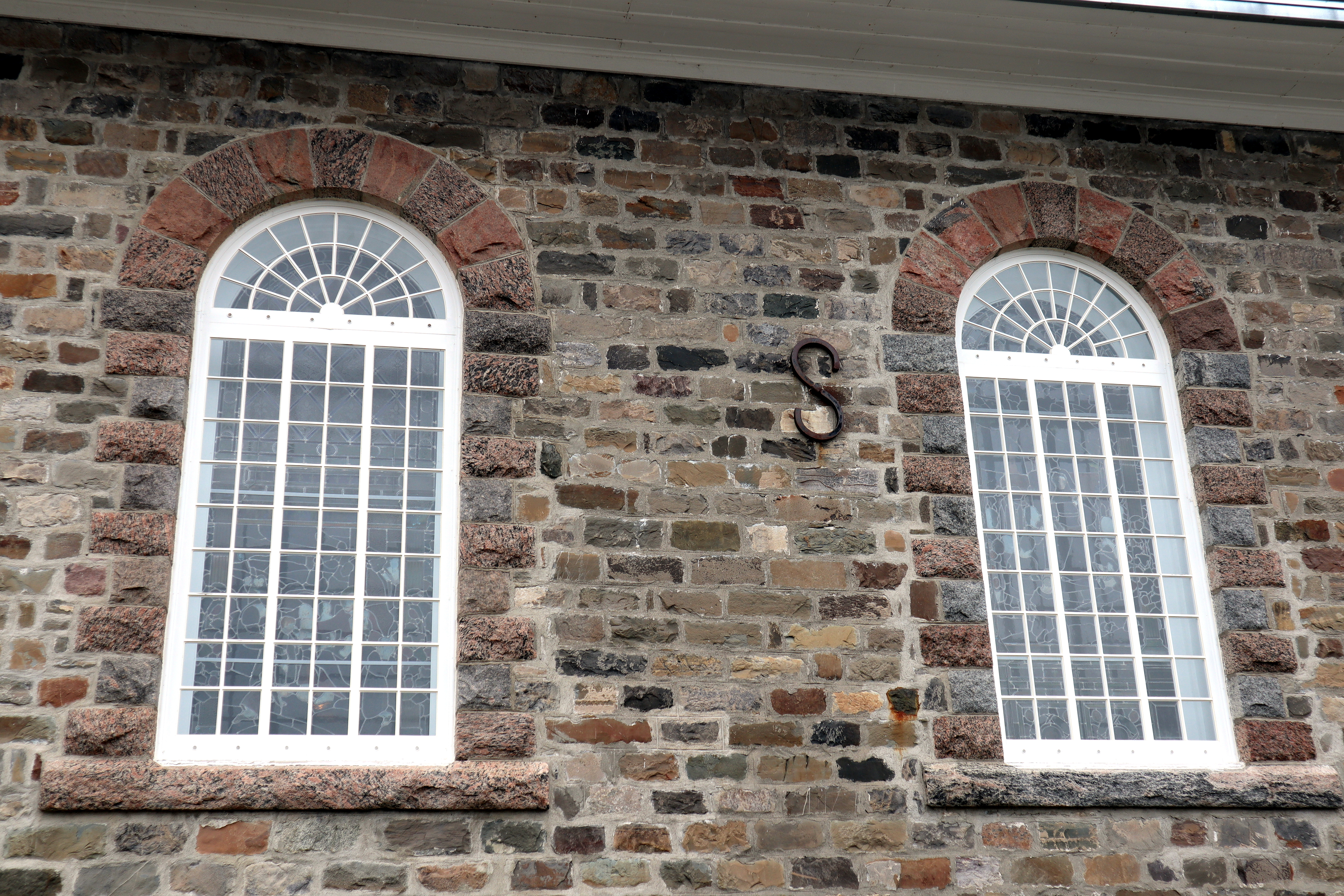
Esse de support des murs latéraux
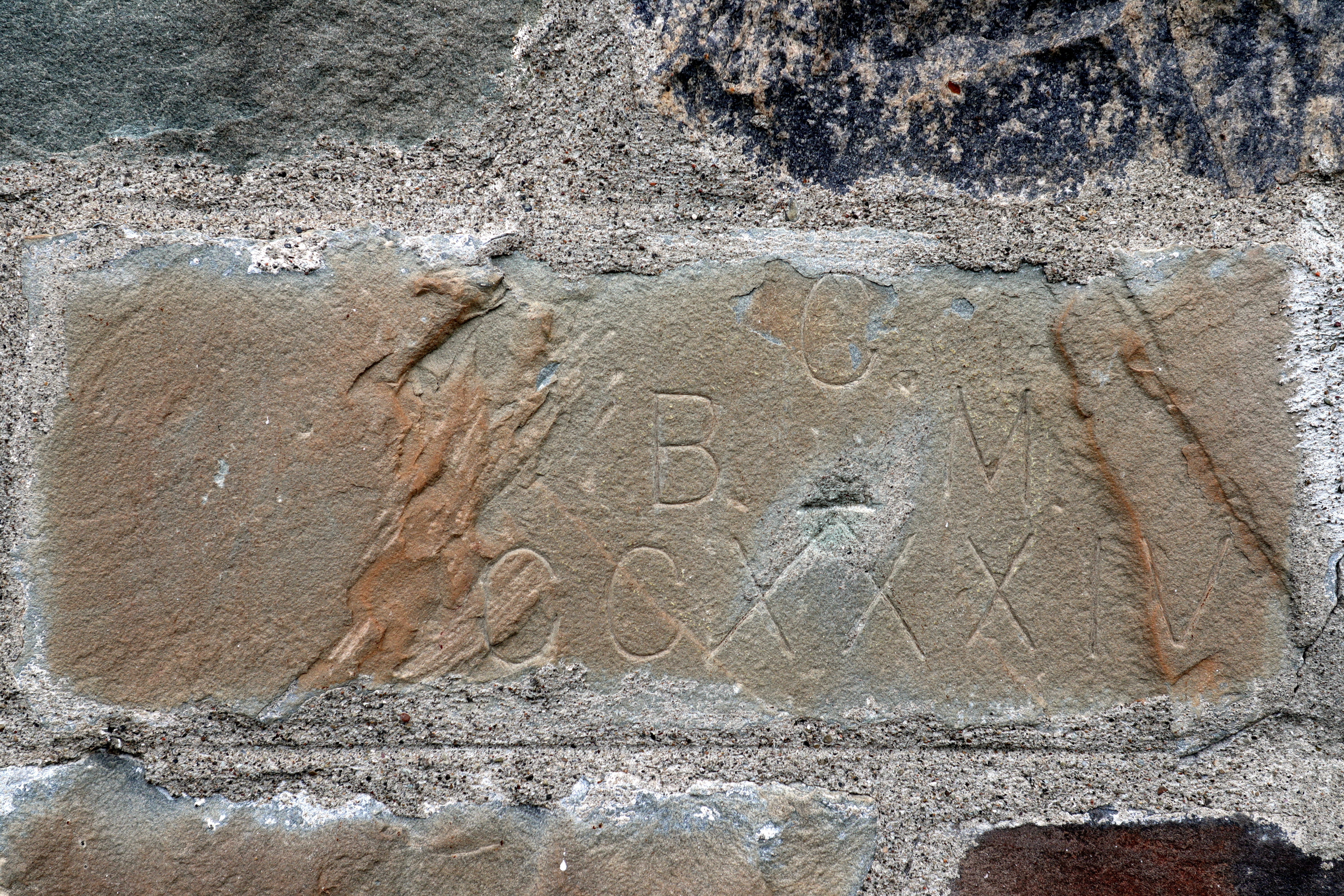
Inscription sur une pierre
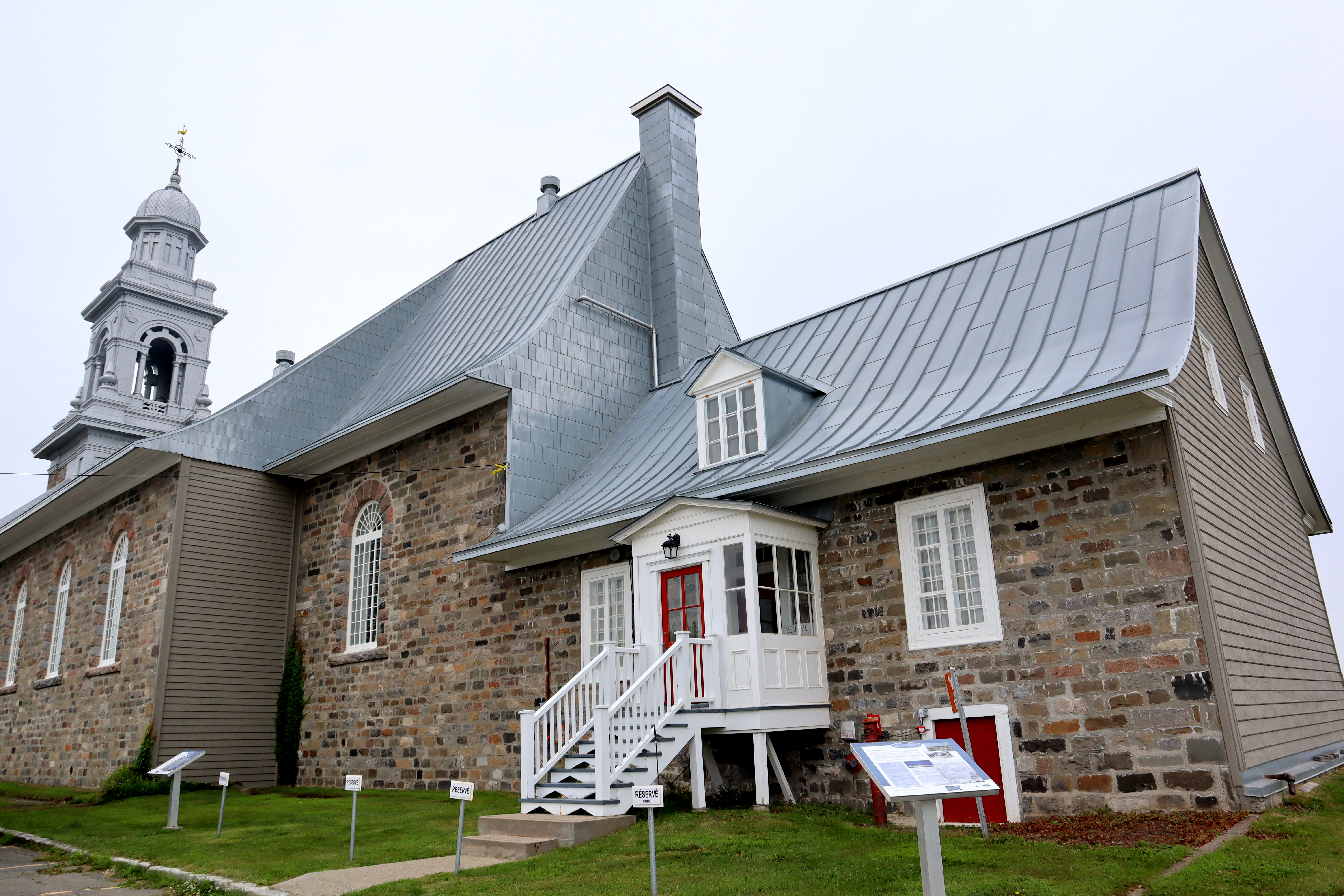
Arrière de l'église
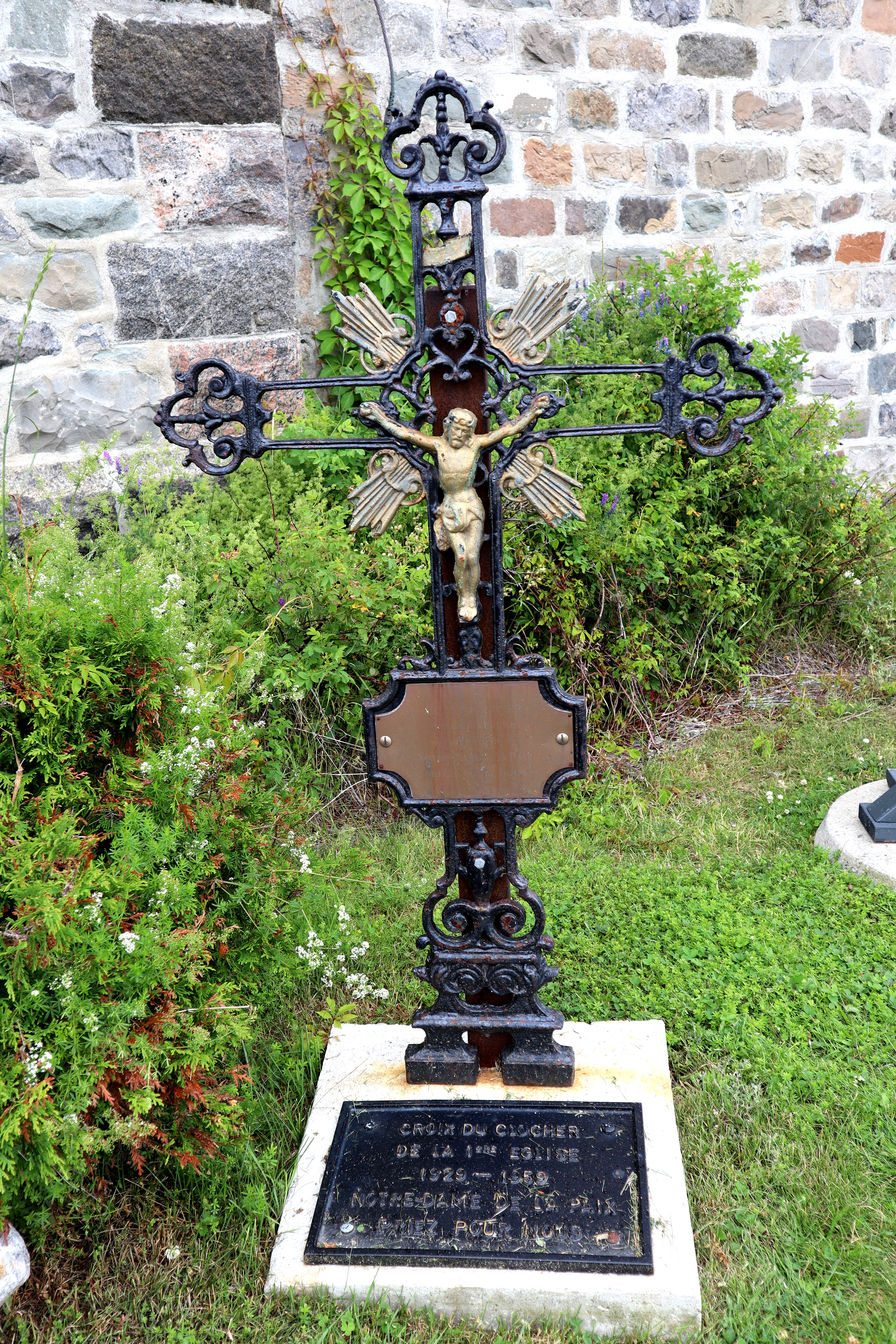
Croix du clocher de la première église
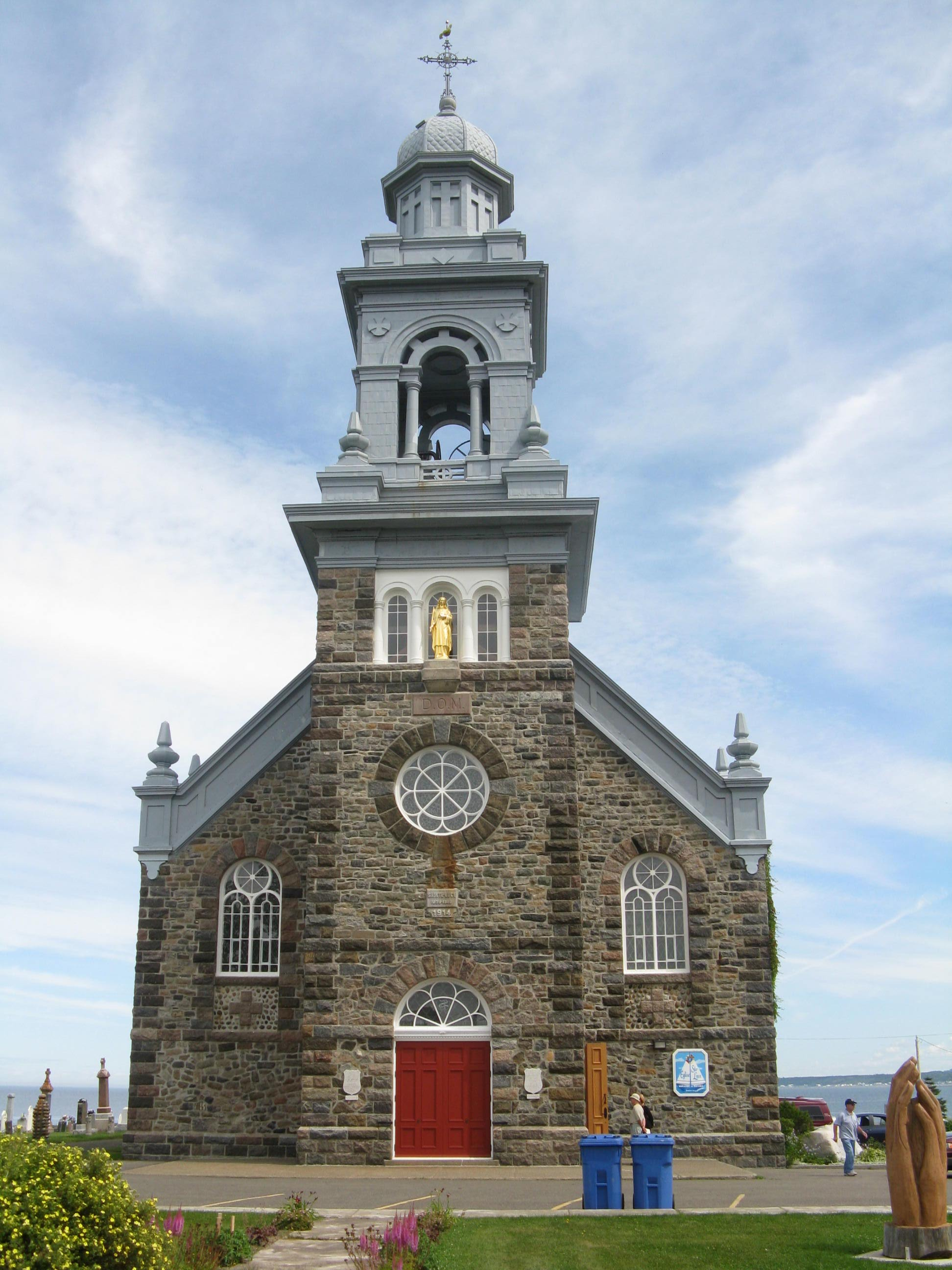
Façade de 1914
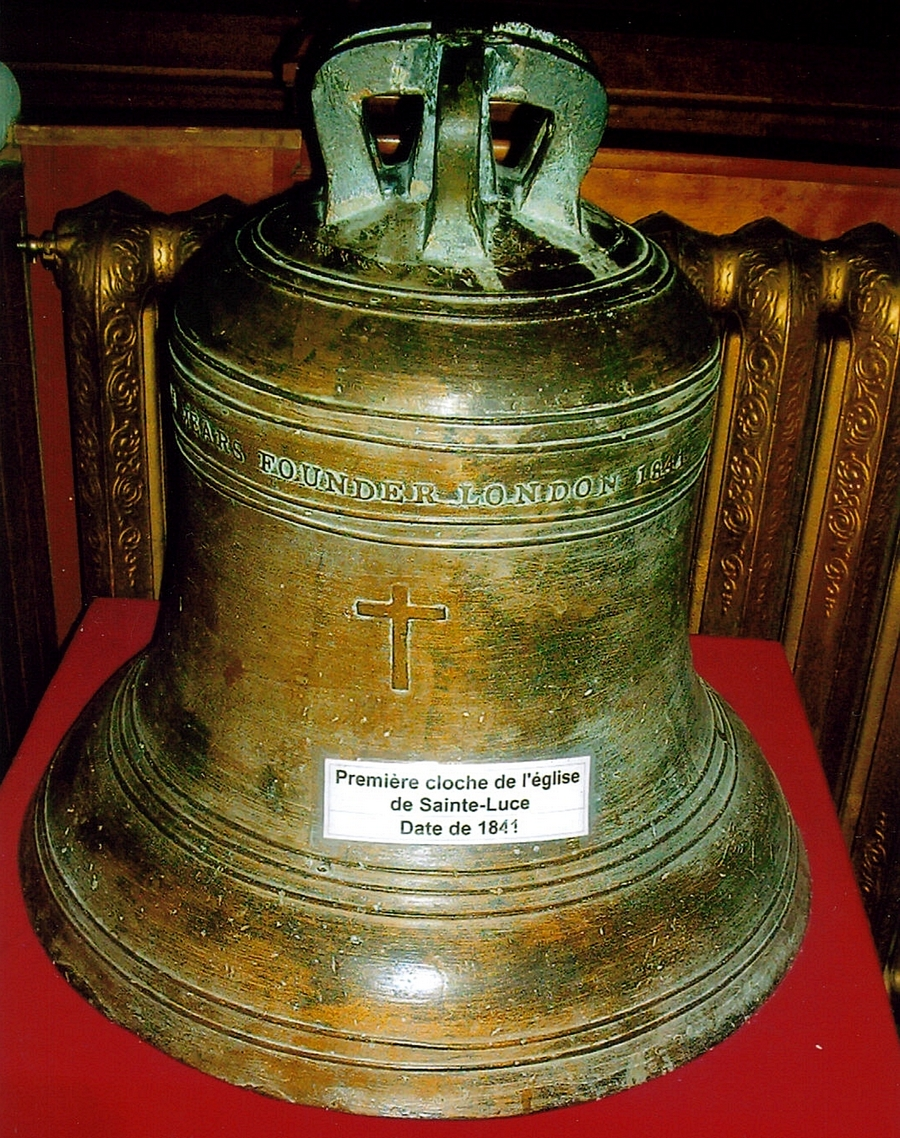
Cloche de la première église (1841)

### Intérieur

Vitraux
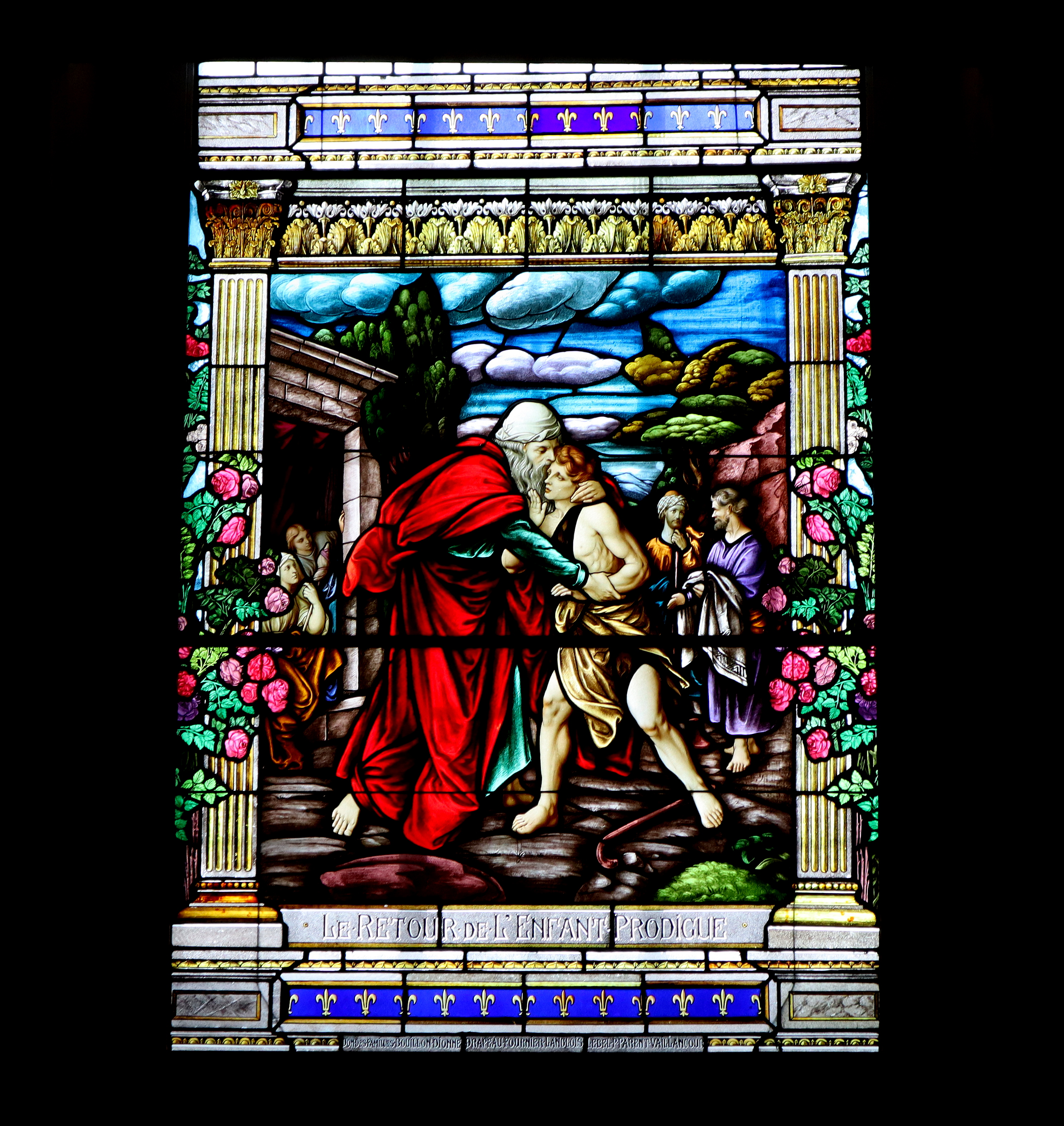
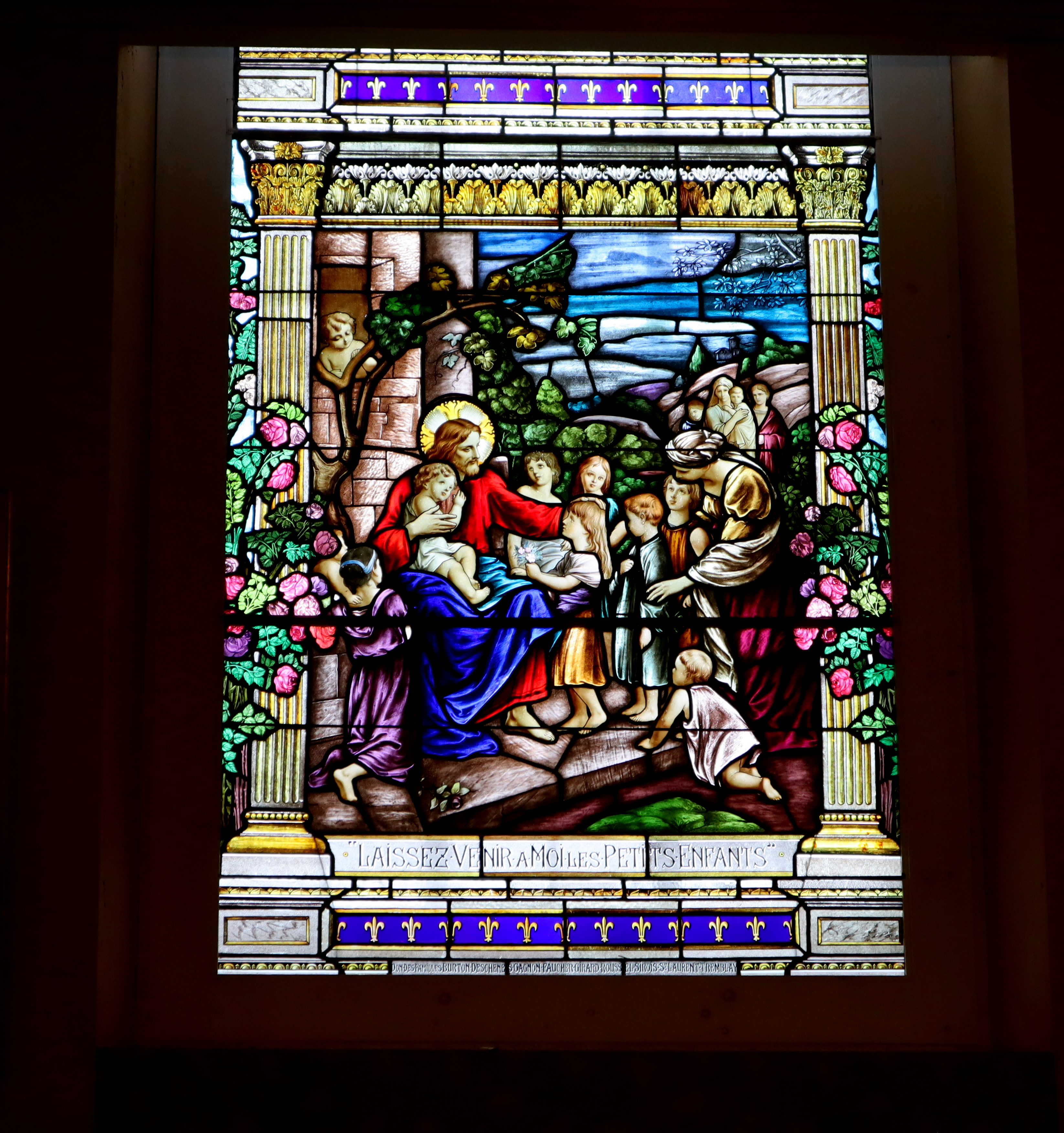
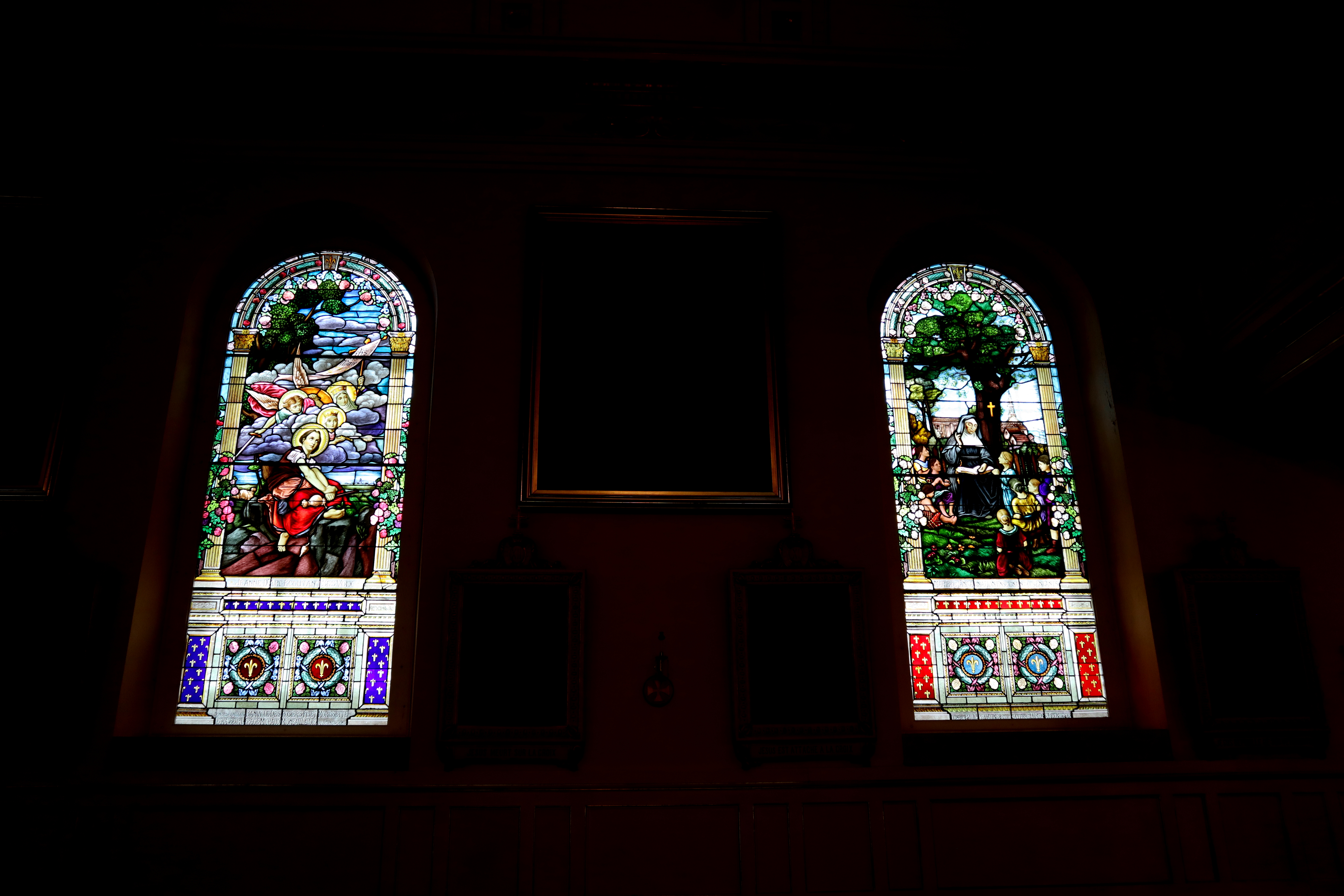
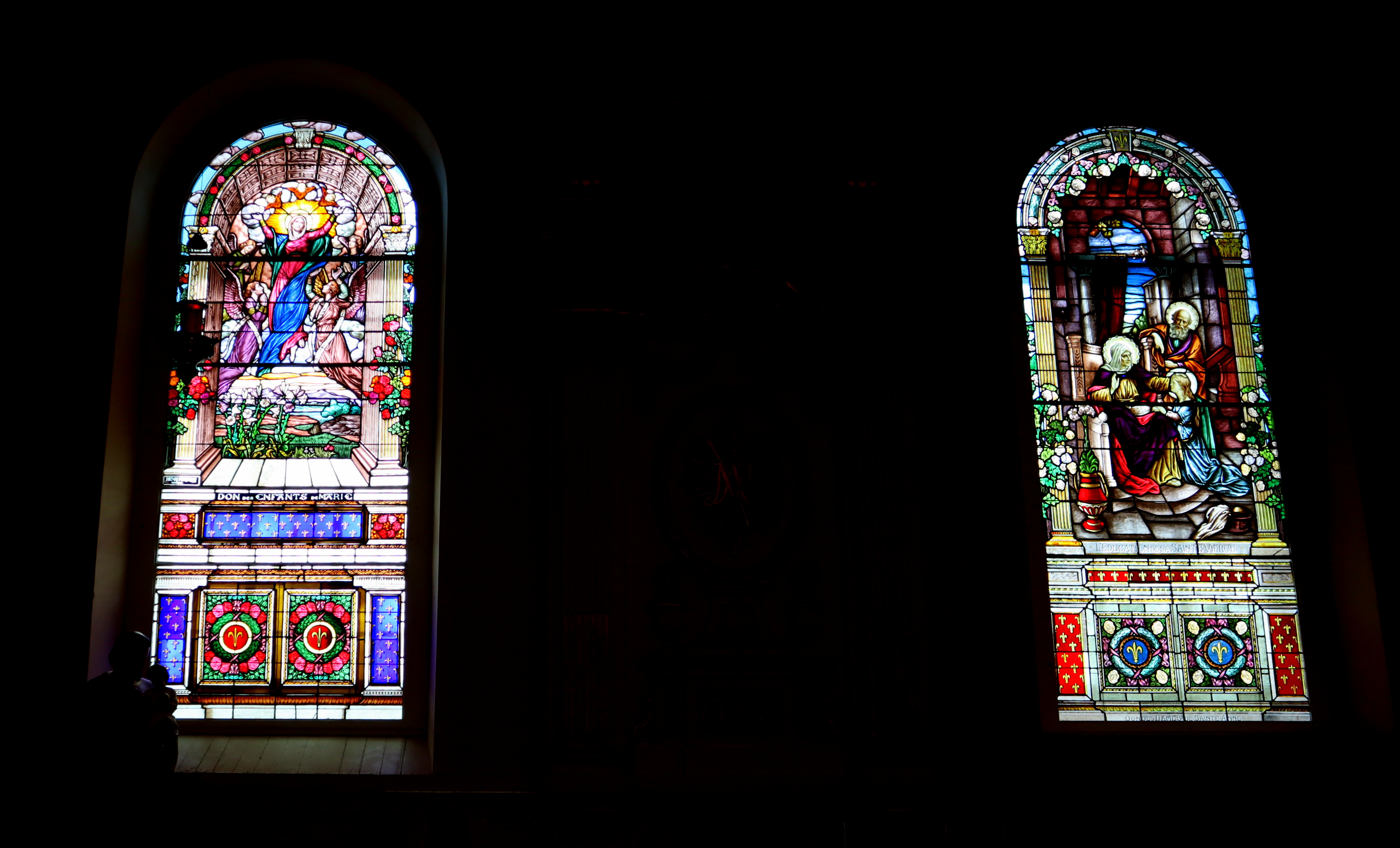
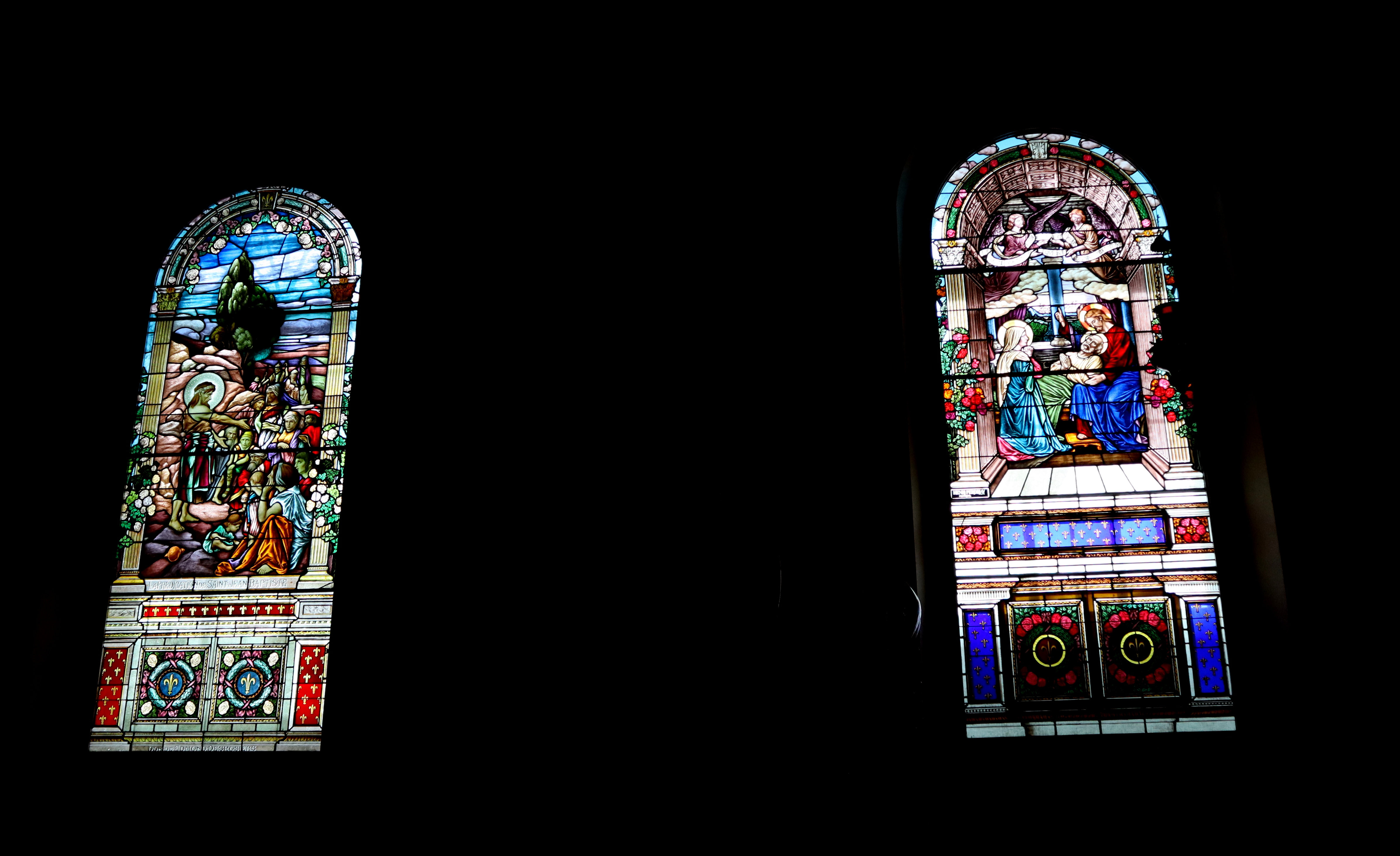
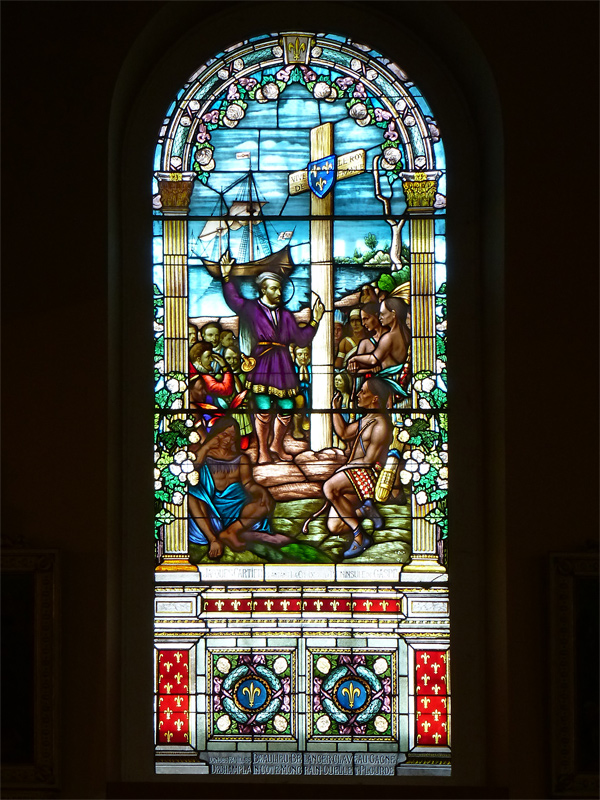
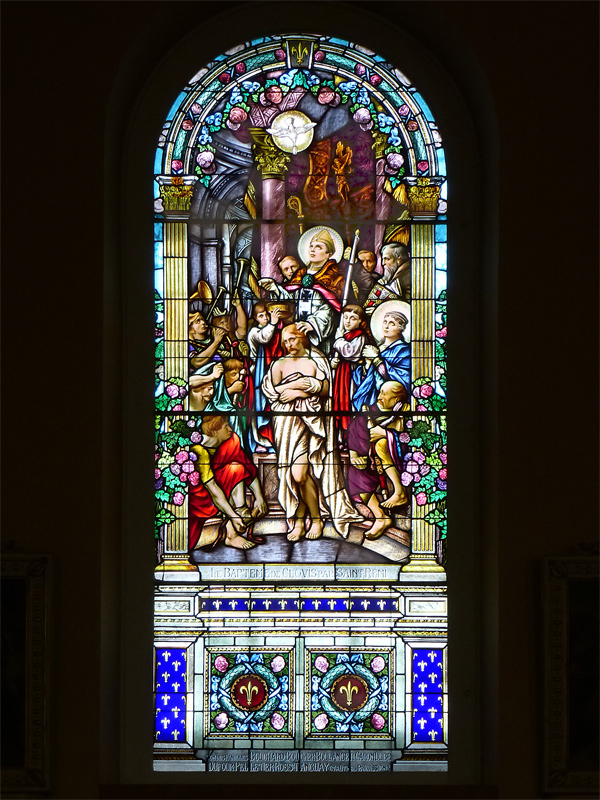

L'intérieur de l'église a été réalisé selon les plans de Thomas Baillairgé. Plusieurs œuvres d'importance décorent l'église : 
- Sainte Lucie priant pour la guérison de sa mère sur la tombe de sainte Agathe (1842) par Antoine Plamondon.
- Vitraux (1917) d'Henri Perdriau, dont un représentant Jacques Cartier et un autre Marie de l'Incarnation.
- Fonts Baptismaux de David Ouellet.
- Autel de Louis-Adolphe Dion.
- Tableaux de la maison montréalaise Sénécal-Fréchon.
- Chaire d'André Paquet.
- Balustrade de Joseph Saint-Hilaire.
- Orgue Casavant de 1922.
- Le Golgotha (1919) par Antonio Masselotte.

Éléments de l'intérieur
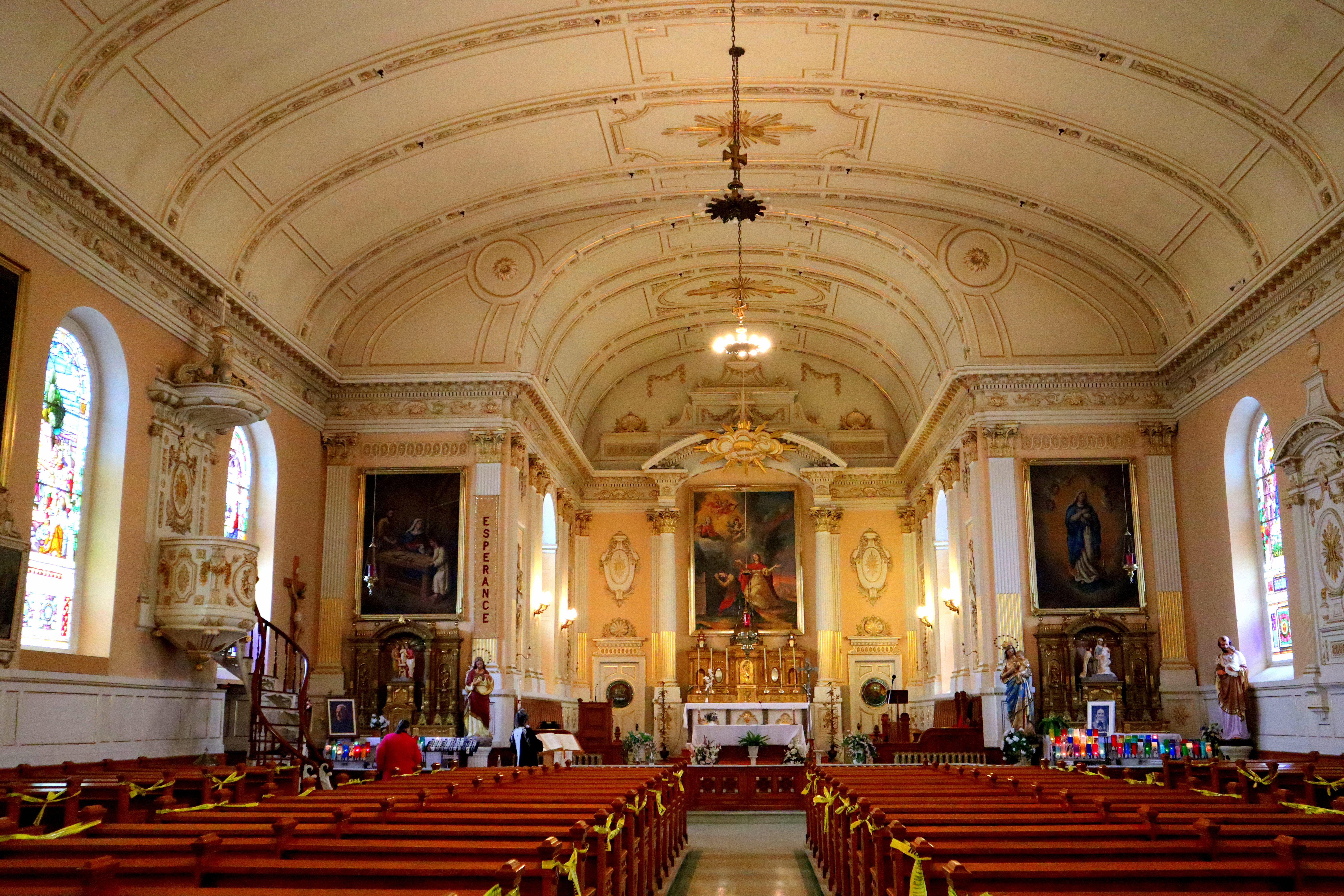
Chœur
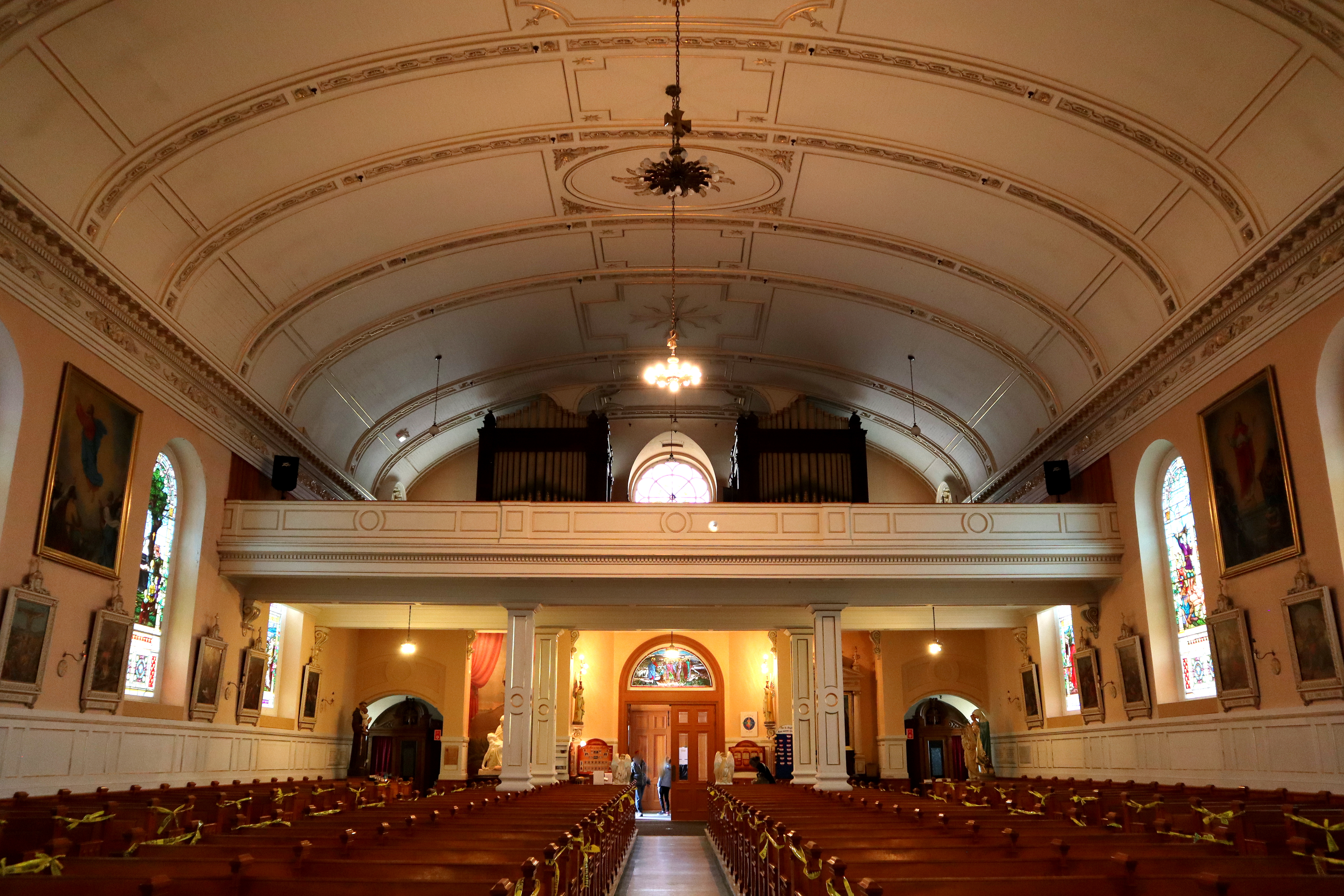
Jubé
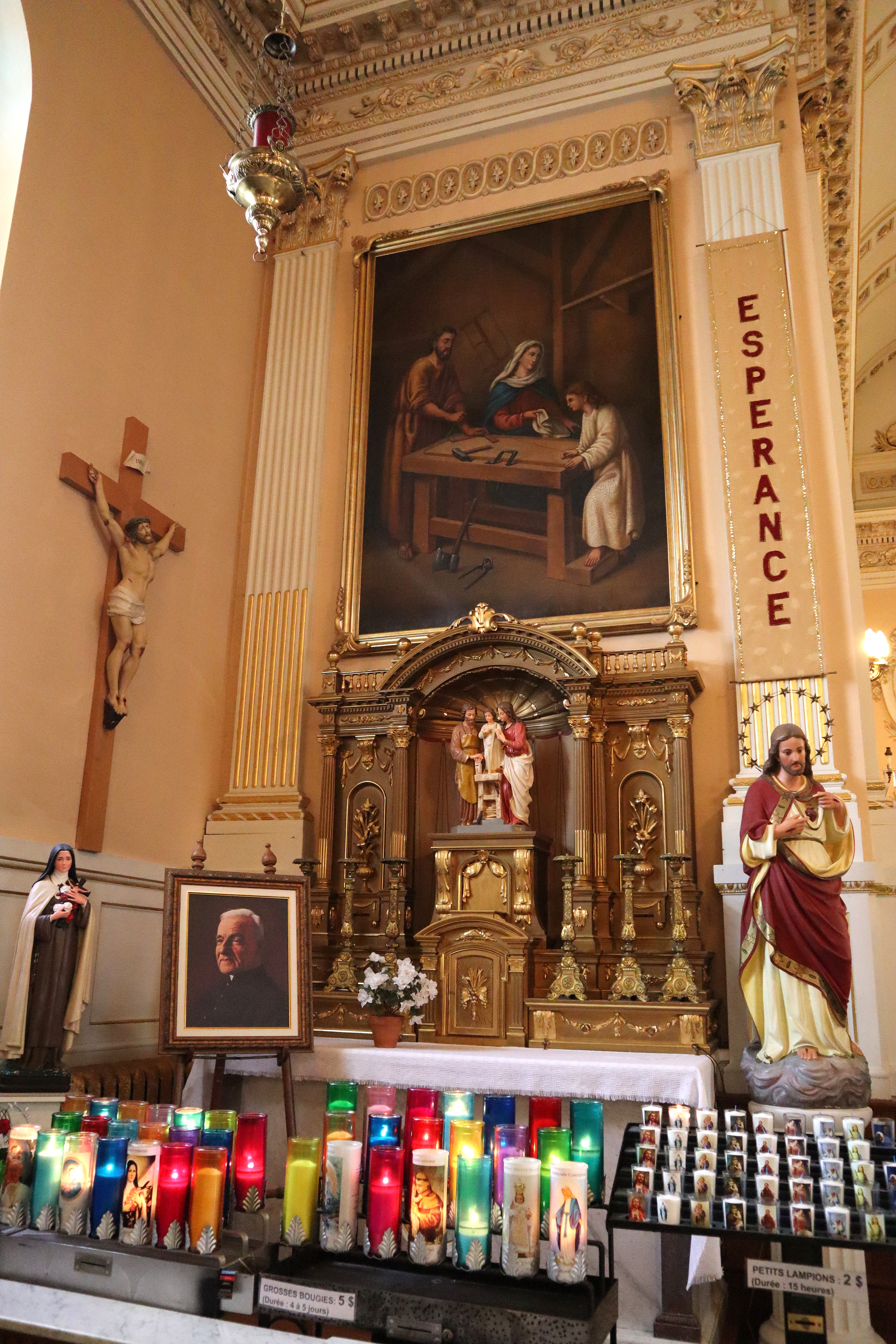
Chapelle
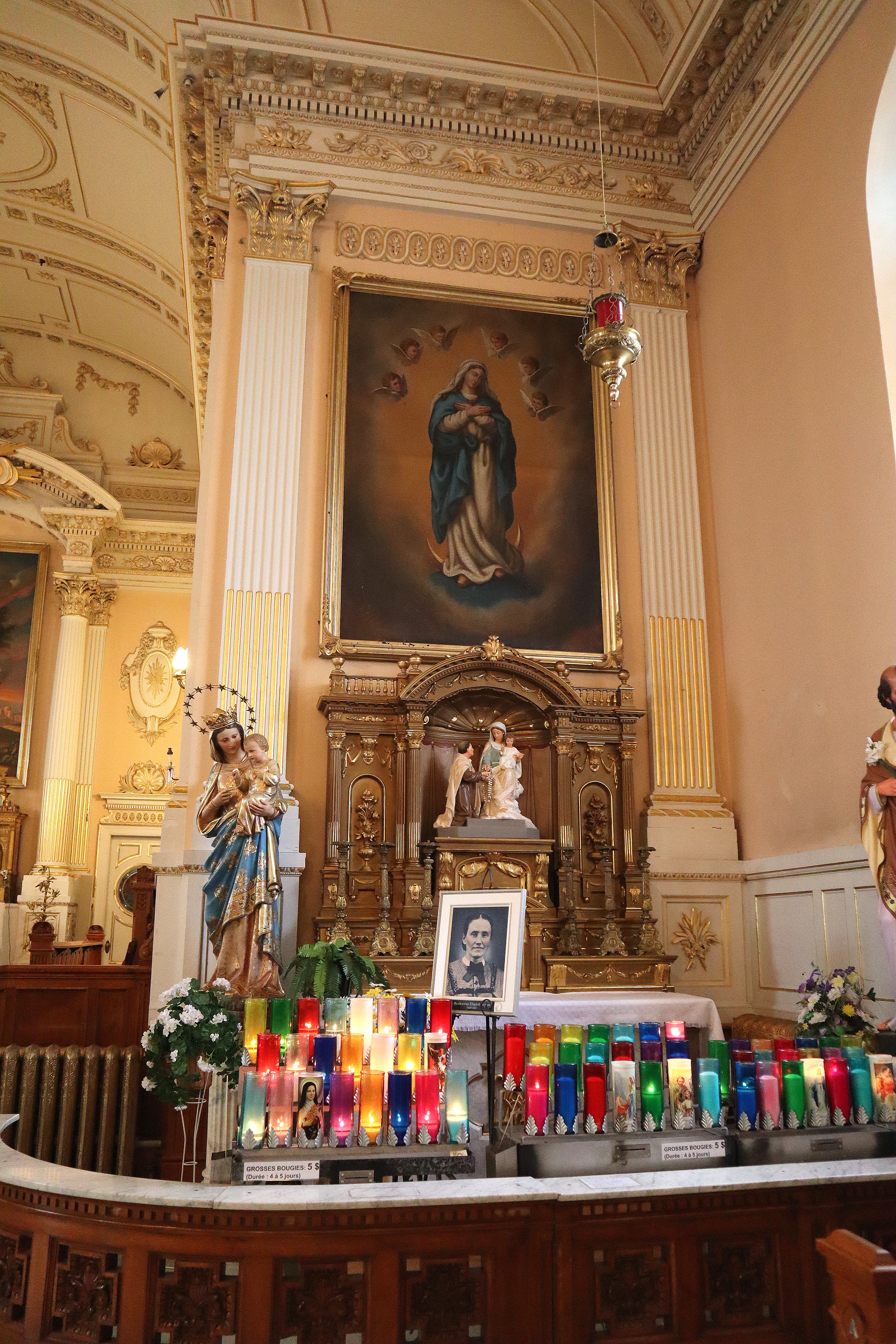
Chapelle
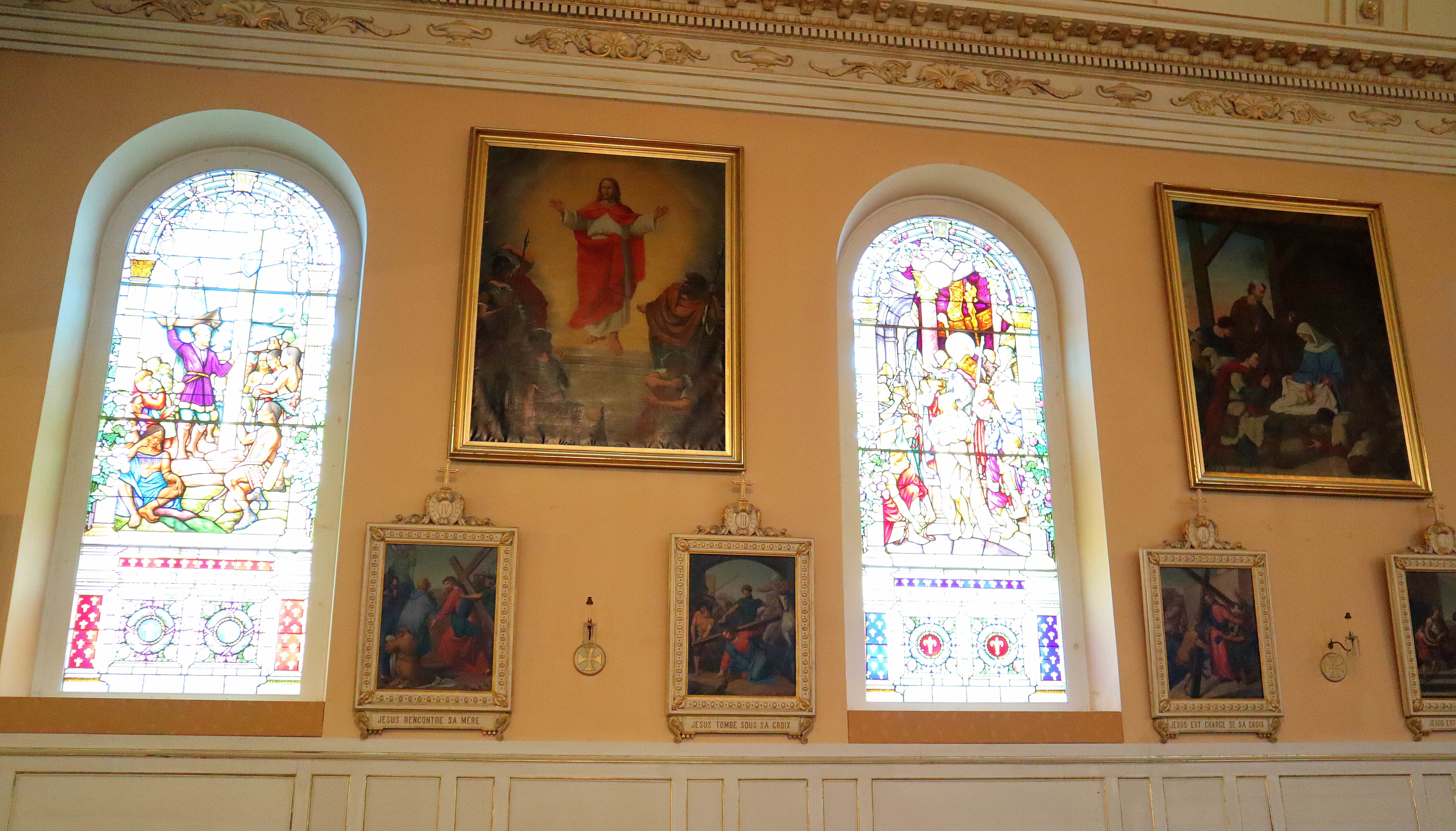
Tableaux et chemin de croix
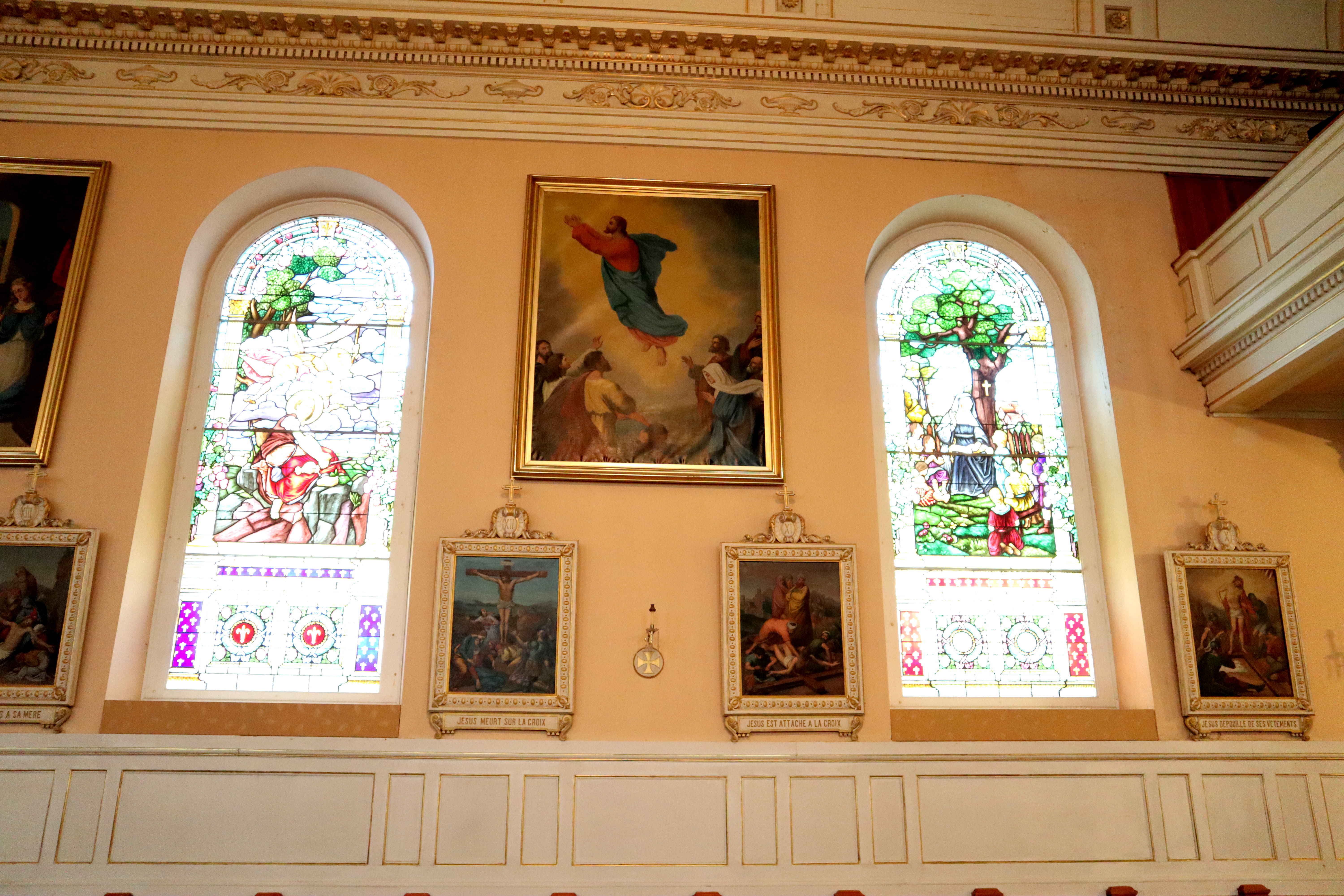
Tableaux et chemin de croix
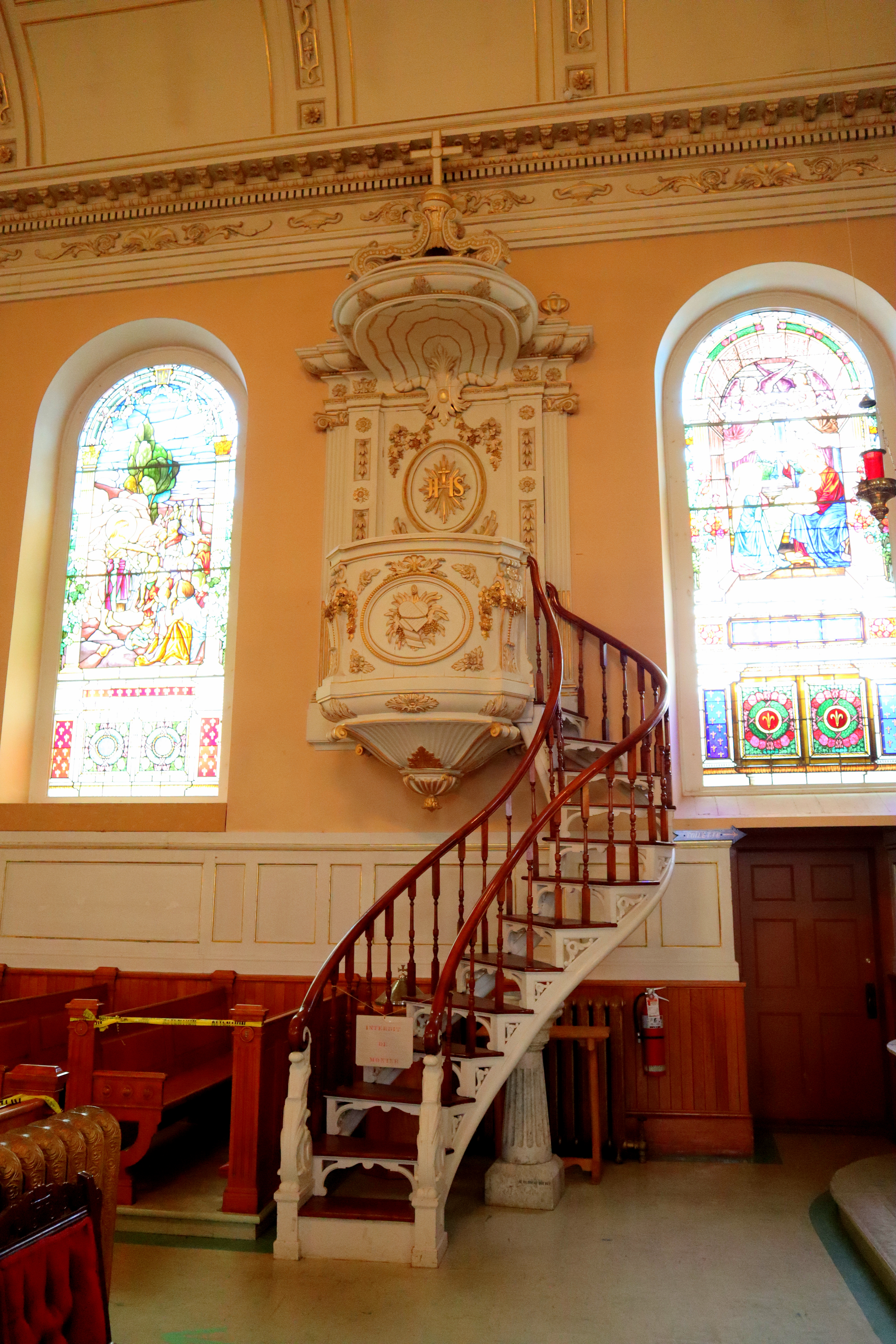
Chaire
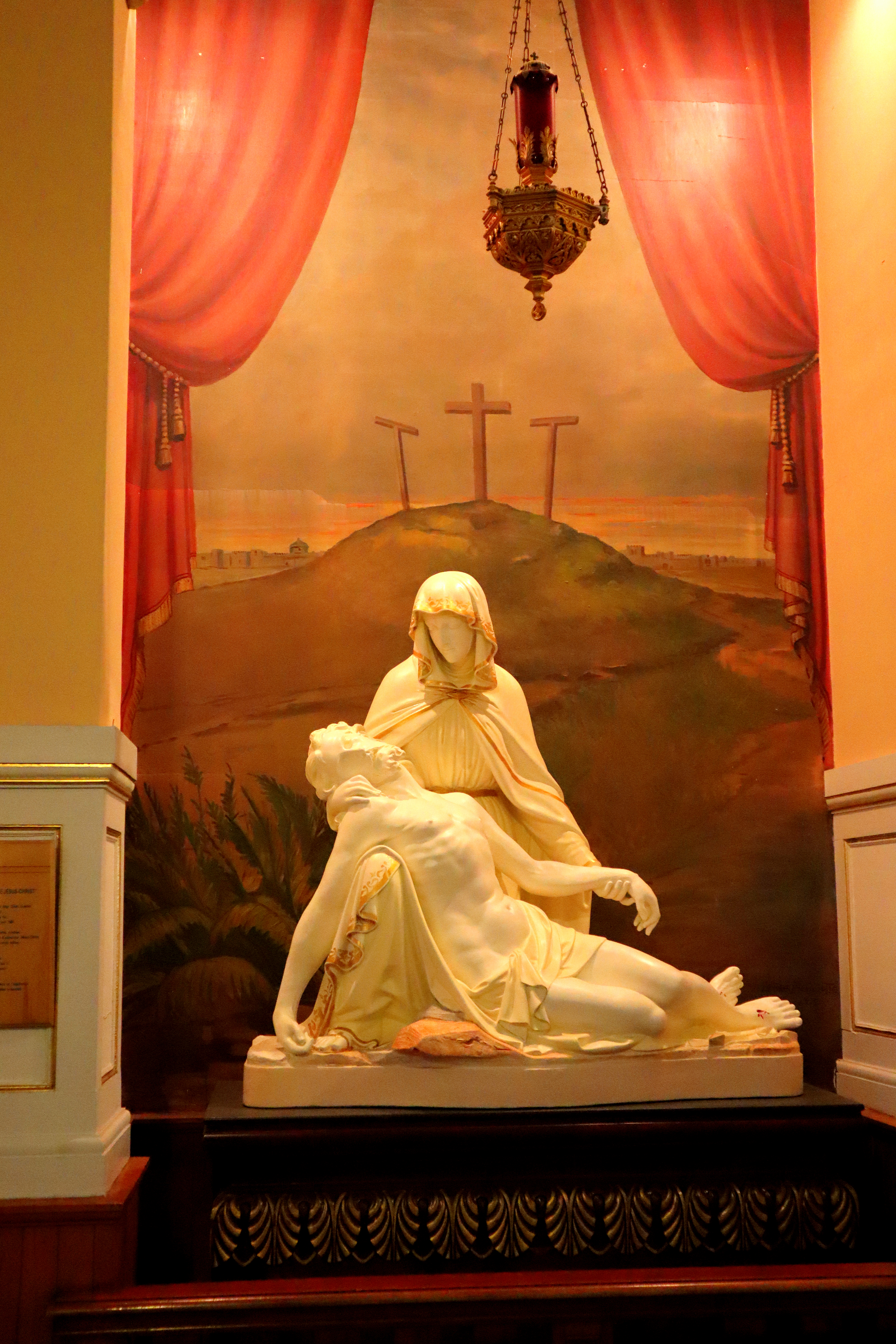
Le Golgotha

- Vitraux